# مارکوس کرانتز
مارکوس کرانتز (انگلیسی: Markus Kranz؛ زادهٔ ۴ اوت ۱۹۶۹) بازیکن فوتبال اهل آلمان است.
از باشگاه‌هایی که در آن بازی کرده‌است می‌توان به باشگاه فوتبال امن، باشگاه فوتبال دینامو درسدن، باشگاه فوتبال کایزرسلاوترن، باشگاه فوتبال اوردینگن ۰۵، باشگاه فوتبال اس‌سی فورتونا کلن، و باشگاه فوتبال مانهایم اشاره کرد.
وی همچنین در تیم ملی فوتبال زیر ۲۱ سال آلمان بازی کرده‌است.